# Asunción Balaguer
María Asunción Balaguer Golobart (Barcelona, 1925. november 8. – Madrid, 2019. november 23.) spanyol színésznő.

## Filmjei
Mozifilmek
- El canto del gallo (1955)
- El camino (1963)
- La otra imagen (1973)
- La hora bruja (1985)
- Lulú de noche (1986)
- El hermano bastardo de Dios (1986)
- Őrült majom (El sueño del mono loco) (1989)
- Hogyan legyünk nők anélkül, hogy belehalnánk (Cómo ser mujer y no morir en el intento) (1991)
- Az ember, aki elveszítette az árnyékát (L'homme qui a perdu son ombre) (1991)
- A hosszú tél (El largo invierno) (1992)
- El pájaro de la felicidad (1993)
- Boldogan boldogtalan (Cómo ser infeliz y disfrutarlo) (1994)
- A beteg gyermek (La niña de tus sueños) (1995)
- A sánta galamb (El palomo cojo) (1995)
- Szájból szájba (Boca a boca) (1995)
- Felicidades, Tovarich (1995)
- A csodák evangéliuma (El evangelio de las maravillas) (1998)
- Eltüntetett nyomok (Las huellas borradas) (1999)
- Megtört csönd (Silencio roto) (2001)
- Enyém vagy (Sólo mía) (2001)
- Semmi több (Nada) (2001)
- Búcsú a holnaptól (È già ieri) (2004)
- Nyugdíjas bérgyilkos (Mala uva) (2004)
- Papírmadarak (Pájaros de papel) (2010)
- Hóesés Barcelonában (Barcelona, nit d'hivern) (2015)
- Cuervos (2016)

Tv-sorozatok
- Diego de Acevedo (1966, hét epizódban)
- Avilai Szent Teréz élete (Teresa de Jesús) (1984, egy epizódban)
- A család apraja nagyja (Médico de familia) (1995, egy epizódban)
- Yo, una mujer (1996, 13 epizódban)
- Géminis, venganza de amor (2002–2003, 123 epizódban)
- Ez a ház totál gáz (Aquí no hay quien viva) (2006, egy epizódban)
- Grand Hotel (2011–2013, 22 epizódban)
- Olmos y Robles (2015–2016, 18 epizódban)